# Adadi Mariam
Cette page contient des caractères éthiopiques. En cas de problème, consultez Aide:Unicode ou testez votre navigateur.
Adadi Mariam est une église monolithe du sud du Shewa en Éthiopie, située à environ 70 km au sud de la capitale Addis-Abeba. 
Sa fondation est certainement antérieur aux conquêtes musulmanes dirigées par Ahmed Ibn Ibrahim Al-Ghazi au XVIe siècle, et remonte sans doute au XIIIe siècle. Elle est contemporaine de certaines des églises monolithes de Lalibela.
Cette église taillée dans la roche est fréquentée par les membres de l'Église éthiopienne orthodoxe de la région. En particulier, le 29 janvier (jour de Marie) des milliers de fidèles viennent s’y recueillir.

## Description
Adadi Mariam mesure 19,5 mètres de long, 16 de large et 6 de hauteur. Elle est actuellement dépourvue de peintures mais à l’origine l’église était décorée. Elle est accessible grâce à trois escaliers : deux pour les prêtres et les hommes, un pour les femmes. Un espace sépare l’église en elle-même du rocher dans lequel elle a été creusée et où des cellules sont taillées pour le jeûne ou le recueillement. Le toit est recouvert d’herbe ce qui rend l’édifice peu visible.
Comme dans toutes les églises éthiopiennes, à l’intérieur se trouvent deux salles réservées aux prêtres et contenant les écritures saintes et les objets sacrés. Les fidèles et les musiciens prennent place dans un déambulatoire qui entoure les salles.
Adadi Mariam a servi de lieu de culte jusqu’au XVIe siècle, après quoi elle a été comblée puis oubliée. C’est sous le negus Ménélik II, en 1887, que l’on redécouvrira l’église, qui n'avait subi que peu de dégradations dues à la végétation et l’eau. Des travaux de restauration se sont déroulés durant 18 mois à l’initiative de la Commission nationale suisse pour l’UNESCO à partir de 1998.
Le site est régulièrement fréquenté par 25 000 à 30 000 personnes. Chaque année, 35 000 touristes, dont environ 7 000 étrangers, visitent l'édifice.

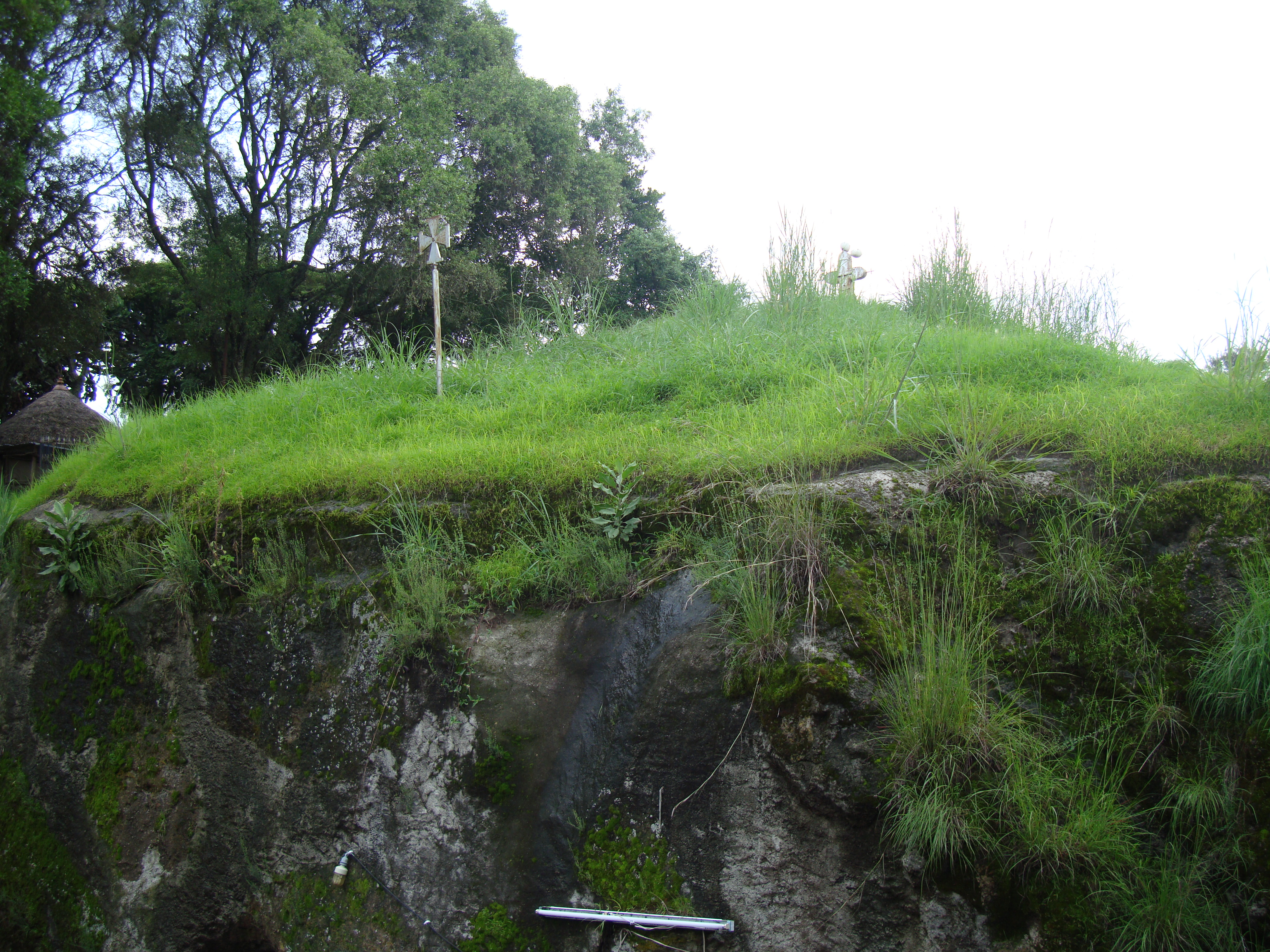
Toit de l'église
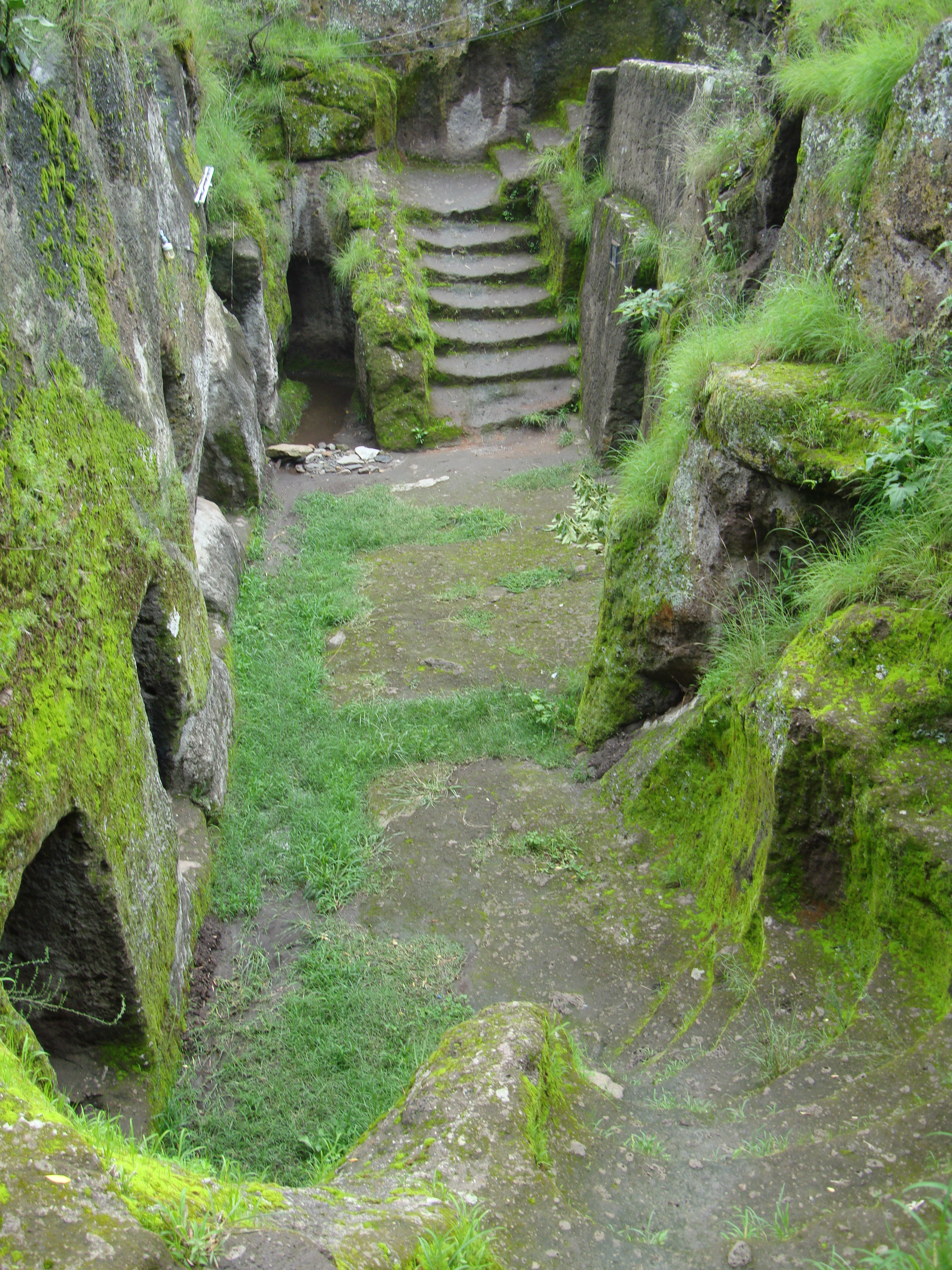
Escaliers menant vers l'église, vue d'en haut
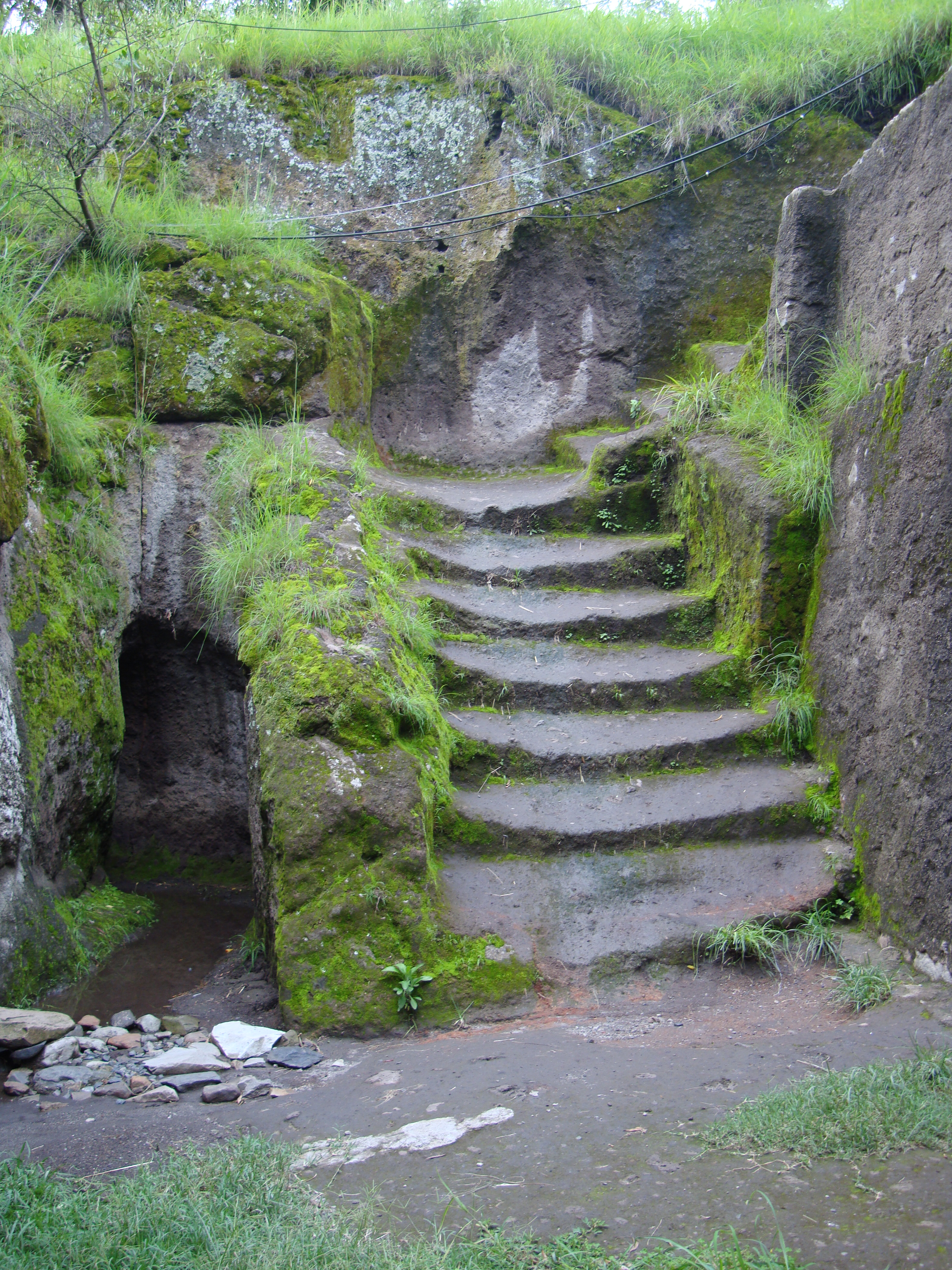
Escaliers, vue d'en bas
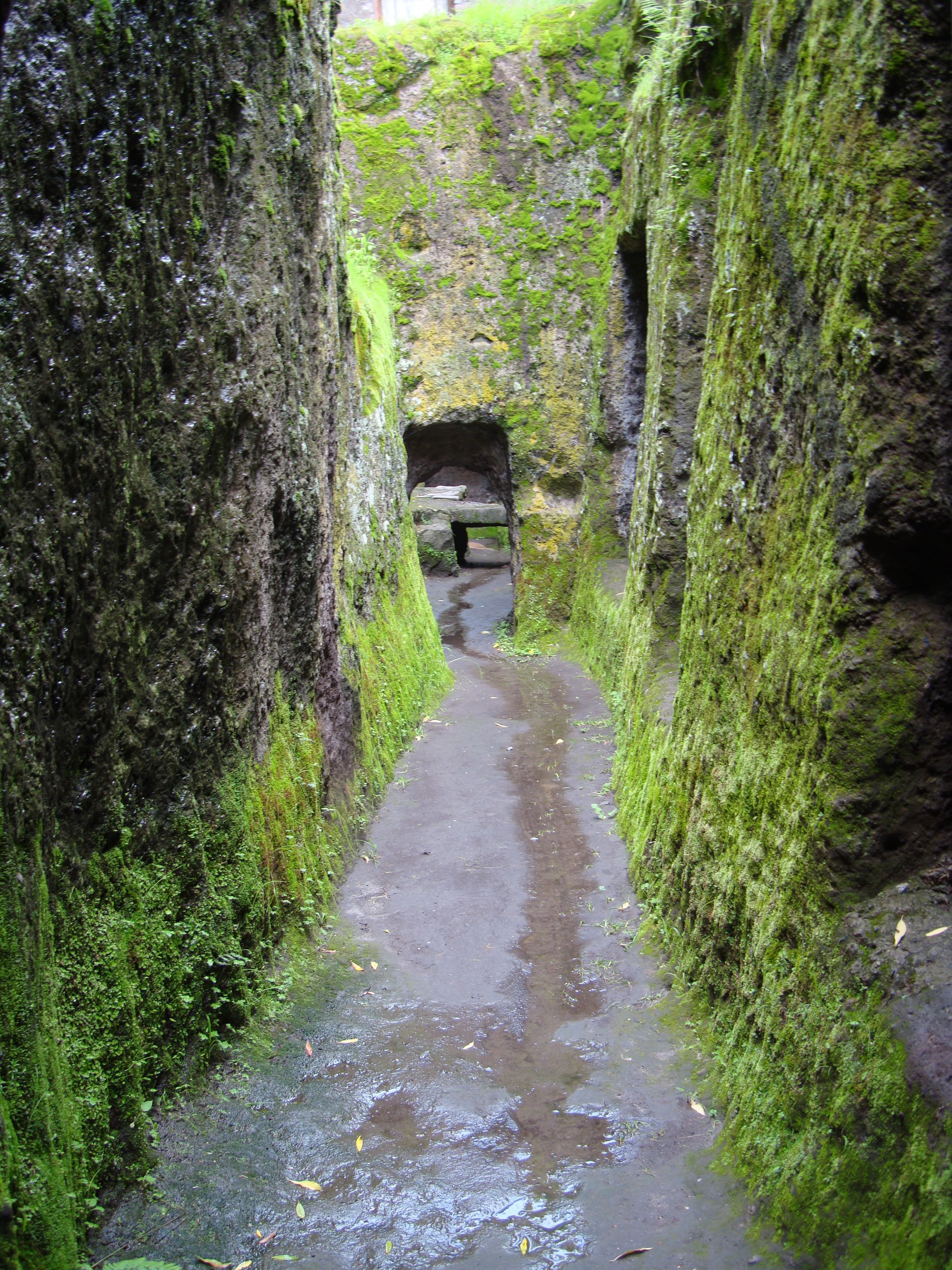
Passage à l'extérieur de l'église
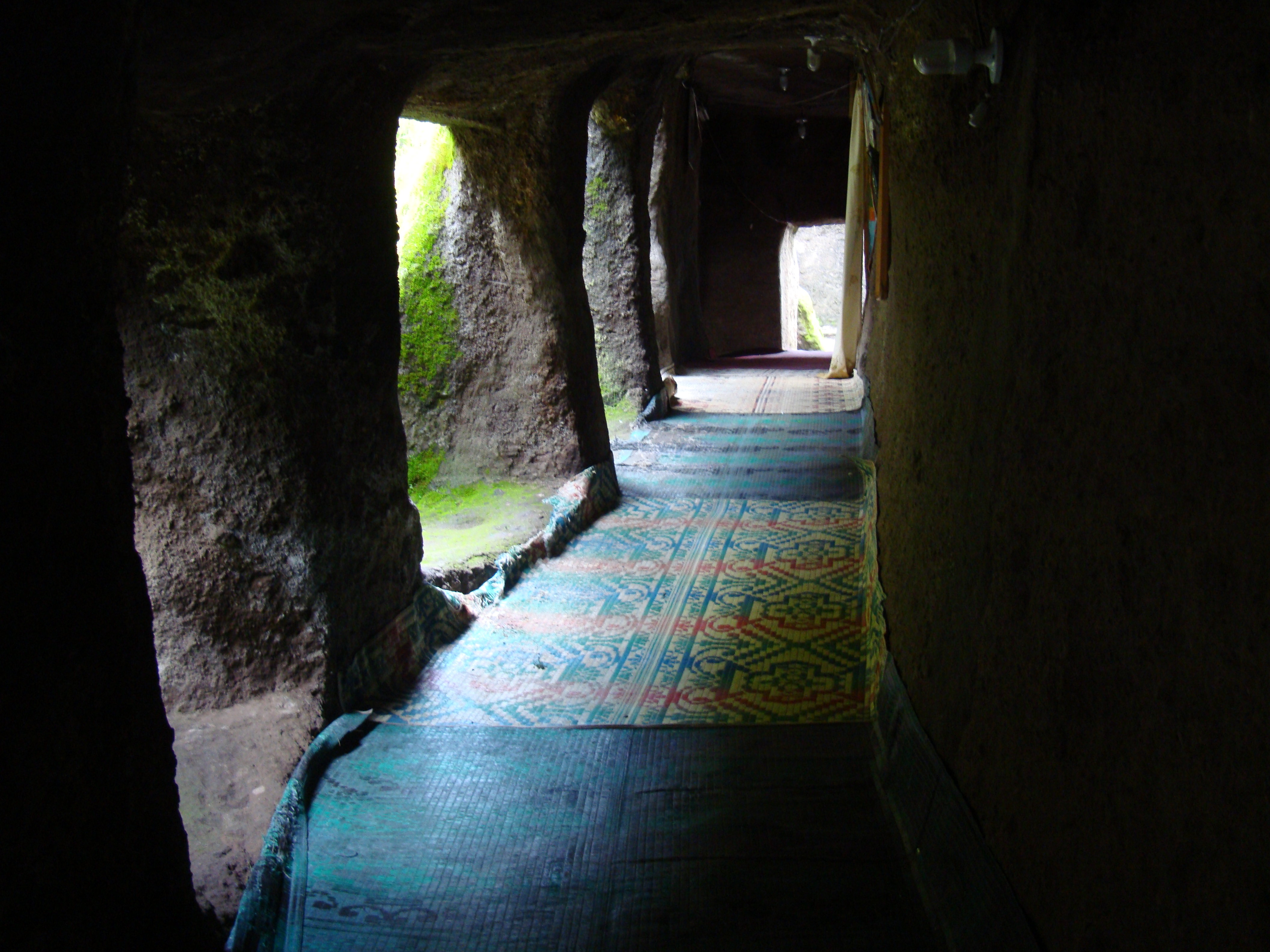
Couloir à l'intérieur de l'église